# تاكاتسو-كو
تاكاتسو-كو (باليابانية: 高津区) هو حي في اليابان، يقع في كاواساكي، كاناغاوا، بلغ عدد سكانه 231,154 نسمة وذلك حسب إحصائيات سنة 2018، تبلغ مساحته 16.36 كيلومتر مربع.

## التقسيمات الإدارية
- Unane  [لغات أخرى]‏
- Kuji  [لغات أخرى]‏
- Sakado  [لغات أخرى]‏
- Shimo-Sakunobe  [لغات أخرى]‏
- Seta  [لغات أخرى]‏
- Futago  [لغات أخرى]‏
- Mizonokuchi  [لغات أخرى]‏
- أكوتسو  [لغات أخرى]‏
- Kajigaya  [لغات أخرى]‏
- Kanigaya  [لغات أخرى]‏
- Suenaga  [لغات أخرى]‏
- Chitose  [لغات أخرى]‏
- Nogawa  [لغات أخرى]‏
- Hisasue  [لغات أخرى]‏.

## أعلام
- كي هوندا
- ماساهيرو آبي
- أتسوشي أراي
- أكيكو يادا